# Sei Lá
Sei Lá é um filme português de comédia romântica realizado por Joaquim Leitão e baseado no romance homónimo de Margarida Rebelo Pinto. Foi lançado nos cinemas portugueses a 3 de abril de 2014.
O filme foi a quarta produção nacional mais vista em 2014, com 21.533 espectadores e uma receita bruta de quase 112 mil euros na sua primeira semana.

## Elenco
- Leonor Seixas como Madalena
- António Pedro Cerdeira como Francisco
- Ana Rita Clara como Luísa
- David Mora como Ricardo
- Gabriela Barros como Catarina
- Patrícia Bull como Mariana
- Rita Pereira como Odete
- Pedro Granger como Gonçalo
- Renato Godinho como Bernardo
- Rui Unas como Paulo